# Топарський сільський округ
Топа́рський сільський округ (каз. Топар ауылдық округі, рос. Топарский сельский округ) — адміністративна одиниця у складі Балхаського району Алматинської області Казахстану. Адміністративний центр та єдиний населений пункт — село Топар.
Населення — 1164 особи (2021; 1305 у 2009, 1327 у 1999, 1825 у 1989).
Станом на 1989 рік існувала Топарська сільська рада (села Топар, Чапаєво) колишнього Куртинського району.

## Склад
До складу округу входять такі населені пункти:
| Населений пункт | Стара назва | Населення, осіб (1989) | Населення, осіб (1999) | Населення, осіб (2009) | Населення, осіб (2021) |
| --------------- | ----------- | ---------------------- | ---------------------- | ---------------------- | ---------------------- |
| Топар, село     | -           | 1510                   | 1327                   | 1305                   | 1164                   |
| Казанбай, село  | Чапаєво     | 315                    | -                      | -                      | -                      |